# Friskies
Friskies – amerykańska marka zajmująca się produkcją suchych i mokrych karm dla kotów, zajmowała się dawniej produkcją karm dla psów, prowadzi działalność na całym świecie.
Należy do jednostki zależnej konglomeratu Nestlé – Nestlé Purina PetCare, która produkuje i sprzedaje karmy Friskies. Od lat 30. XX wieku do 1985 roku firma Friskies była własnością marki produktów spożywczych – Carnation Company, przejętej przez Nestlé w 1985 roku za 3 mln dolarów.
Do 1992 roku firma posiadała 28,2% udziałów w rynku. W 2001 roku połączyła się z Nestlé Purina PetCare, podczas fuzji z Ralston Purina.